# Hüttau
Hüttau é um município da Áustria, situado no distrito de St. Johann im Pongau, no estado de Salzburgo. Tem 53,56 km² de área e sua população em 2019 foi estimada em 1.484 habitantes.